# Golden Wings (Rose)
Die Rosensorte ‘Golden Wings’ ist eine hellgelbe, öfterblühende Moderne Strauchrose der Rosengattung Pimpinellifolia-Hybriden, die von dem amerikanischen Botaniker und Autor Roy E. Shepherd gezüchtet und 1956 von der Bosley Nursery in den amerikanischen Markt eingeführt wurde. Die Rose entstand aus der Kreuzung einer unbenannten, nicht patentierten Varietät der Teehybride ‘Soeur Therese’ mit einem Pollen einer Rosa spinosissima.
Die Rosensorte erhielt zahlreiche Auszeichnungen, unter anderem 1958 die Gold-Medaille auf der American Rose Society Show und 1993 den Award of Garden Merit der Royal Horticultural Society.

## Ausbildung
Die Rosensorte ‘Golden Wings’ bildet einen hochgewachsenen, weit ausladenden Strauch mit bogigen überhängenden Trieben aus. Die Rosenpflanze wird 100 bis 200 Zentimeter hoch und 120 bis 185 Zentimeter breit.
Die langen, spitzen Knospen öffnen sich zu  Blüten aus 4 bis 8 Petalen und bilden eine einfache, schalen- bis tellerförmige Blüte in deren Mitte die charakteristischen orange bis bronzefarbenen Staubgefäße sichtbar werden. Die ungefüllten Blütenform bildet eine ausgezeichnete Bienenweide. Die zitronengelben Blüten besitzen einen kräftig schwefelgelben Blütengrund. Die Farbe verblasst bei hohen Temperaturen. Die Blüten werden 7 bis 10 cm groß und sind durch einen milden Wildrosen-Duft gekennzeichnet. Im Herbst zeigen sich große orangerote Hagebutten. Die Rosensorte ‘Golden Wings’ besitzt hell- bis mittelgrünes, mattes bis leicht glänzendes Laub.
Die hitzetolerante remontierende Rose ist äußerst winterhart (USDA-Klimazone 4b und wärmer) und liebt sonnige Standorte. Sie gedeiht jedoch auch vorzüglich im Halbschatten und auf kärgeren Böden. ‘Golden Wings’ blüht sehr früh und dann anhaltend von Anfang Juni bis Ende Oktober und ist größtenteils resistent gegenüber den bekannten Rosenkrankheiten.
Die Rosensorte ‘Golden Wings’ eignet sich sowohl zur Solitärpflanze als auch als Gruppenpflanzung in gemischte Rabatten, als Hintergrundbepflanzung an Mauern sowie als Heckenrose.
Die Rosensorte ‘Golden Wings’ ist in zahlreichen Rosarien und Rosengärten zu finden, unter anderem im Europarosarium Sangerhausen, im Deutschen Rosarium Dortmund, auf der Insel Mainau, auf der Roseninsel im Bergpark Kassel-Wilhelmshöhe, im Rosarium Uetersen, im Rosenpark Reinhausen,  im Rosengarten Luttum, im Garten von Alnwick Castle, im Parc de Bagatelle, im Brooklyn Botanic Garden, im Carla Fineschi Foundation Rose Garden sowie im San Jose Heritage Rose Garden.

## Auszeichnungen
Die Rosensorte ‘Golden Wings’ wurde auf zahlreichen internationalen Rosenshows ausgestellt und prämiert, u. a.:
- American Rose Society Show (1958) – Gold-Medaille
- Royal Horticultural Society Show (1993) – Award of Garden Merit
- Missoula Rose Society Show (1998)
- Huntsville Twickenham Rose Society Show (1999)
- Memphis Rose Society Show (2000)
- Maine Rose Society Show (2000)
- Clay County Rose Society Show (2000)
- Albuquerque Rose Society Show (2001)
- Indianapolis Rose Society Show (2001)
- Augusta Rose Society Show (2001)